# Encyrtus mexicanus
Encyrtus mexicanus är en stekelart som först beskrevs av Girault 1917.  Encyrtus mexicanus ingår i släktet Encyrtus och familjen sköldlussteklar. Inga underarter finns listade i Catalogue of Life.